# Thurne (Fluss)
Der Thurne ist ein Fluss in der englischen Grafschaft Norfolk, der Teil der Norfolk Broads ist. Der Fluss entspringt bei der Ortschaft West Somerton, 3 km von der Küste der Nordsee bei Winterton-on-Sea entfernt.
Er fließt südwestlich und ist durch den Candle Dyke und den Heigham Sound sowohl mit Horsey Mere als auch mit dem Hickling Broad verbunden. In der Gemeinde Potter Heigham passiert der Thurne die dortige mittelalterliche Steinbrücke und mündet bei dem Thurne Dyke, nahe von St Benet's Abbey in den Bure.

## Sportschifffahrt
Der größte Teil des Flusses Thurne ist für die Sportschifffahrt nutzbar, obwohl es eine Reihe von Beschränkungen für die Größe der Boote gibt. Die wichtigste davon ist die mittelalterliche Brücke bei Potter Heigham. Der Straßenverkehr nutzt üblicherweise  die ein wenig nördlich gelegene Umgehungsstraße A149. Die über die schmale, alte Brücke verlaufende Dorfstraße wird jedoch weiterhin benutzt. Ihr mittlerer Bogen hat bei Niedrigwasser eine Durchfahrtshöhe von weniger als 2 Metern, womit sie die niedrigste Brücke im gesamten Revier der Norfolk Broads ist. Der Tidenhub beträgt bei Potter Heigham nur noch rund 15 Zentimeter. Gleichwohl sorgt der enge Durchlass der Brücke für einen starken Strom. Ferner macht die offene Landschaft es dem Wind leicht, Wasserfahrzeuge zu treiben. Alle Mietboote müssen einen (kostenlosen) Bootssteurer an Bord nehmen, bevor sie die Brücke von Potter Heigham passieren. In Potter Heigham verfügt die Bootsvermietung von Herbert Woods über einen eigenen, großzügigen Hafen.

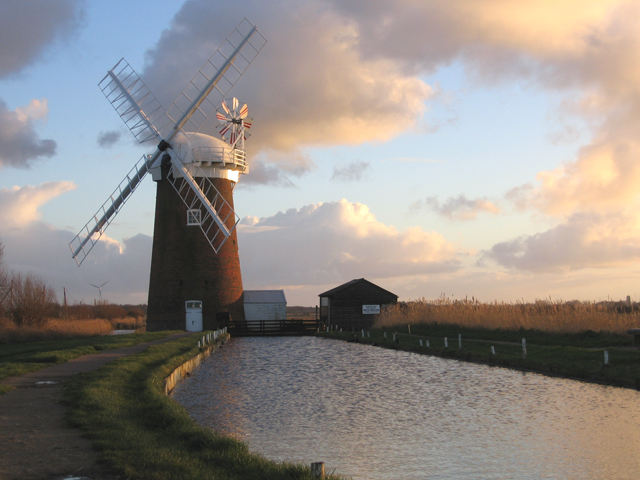
Horsey Drainage Mill

Oberhalb von Potter Heigham trifft der Fluss den Candle Dyke, der mit dem Heigham Sound verbunden ist, von dem aus das White Slea Mere zum Hickling Broad führt. Der Hickling Broad ist ein nationales Naturschutzgebiet. Vom Heigham Sound führt der Meadow Dyke in Richtung Norden zum Horsey Mere, das zum größten Teil ein Naturschutzgebiet des National Trust ist. Der National Trust ist auch Eigentümer der Horsey Drainage Mill (Entwässerungsmühle). Nördlich am Horsey Mere liegt der Waxham New Cut, auf dem Boote mit einer Länge von bis zu 9 Metern bis zur Lound Bridge fahren können, wo sie Brograve’s End, den nördlichsten schiffbaren Punkt des Norfolk Broads Reviers erreichen.
Der Fluss selbst ist fast bis zu seiner Quelle schiffbar: Er verläuft zwischen Teilen des Martham Broad, der ein Naturschutzgebiet im Besitz des Norfolk Wildlife Trust ist, und führt zum West Somerton Anleger.
Unterhalb von Potter Heigham zweigt das Womack Water vom Thurne ab, das bis zum Ort Ludham schiffbar und etwa 2 Kilometer lang ist. Thurne Dyke, etwas weiter flussabwärts, ist nur einen knappen Meter tief und kann bis zum Dorf Thurne befahren werden.

## Gebäude am Fluss

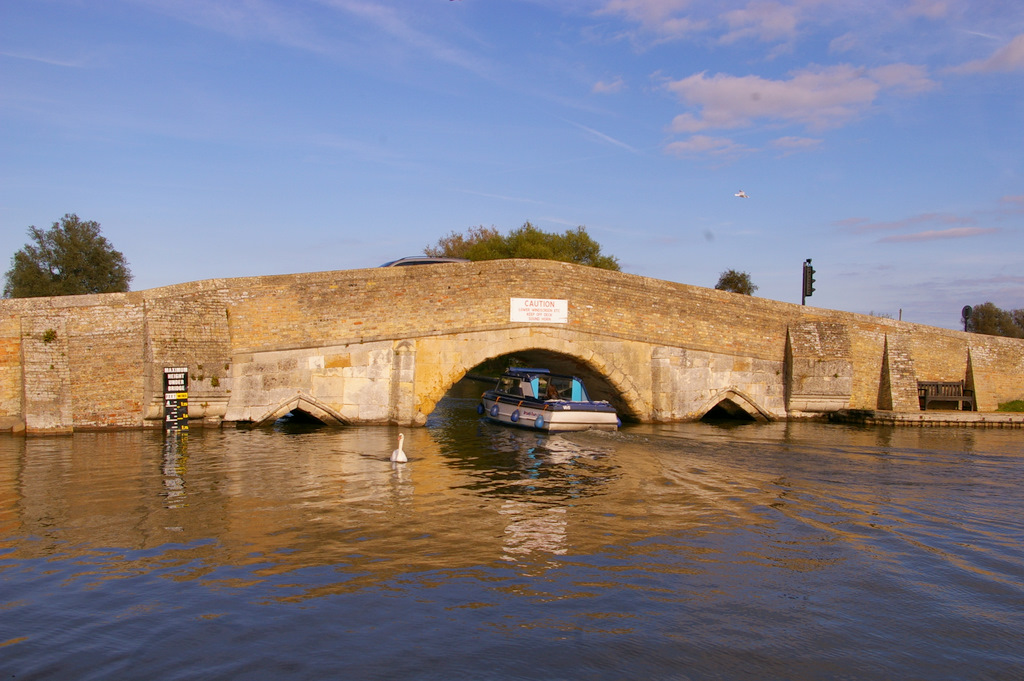
Die Brücke von Potter Heigham

Die Brücke von Potter Heigham ist eines der bekanntesten Bauwerke in den Norfolk Broads. Sie hat drei Bögen, von denen die beiden äußeren in Dreiecksform im 14. Jahrhundert gebaut wurden, während der mittlere halbrunde Bogen im 15. Jahrhundert seine Form erhielt. Die Backsteinbrüstungen stammen aus dem späten 18. Jahrhundert. Die Brücke ist ein denkmalgeschütztes Bauwerk der Kategorie II.

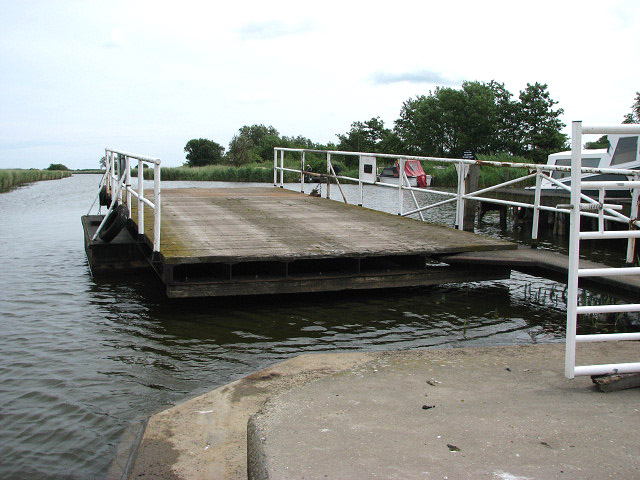
Martham Swing Bridge

Die einzige andere Stelle, an der Fahrzeuge den Fluss überqueren können, ist Martham Ferry, wo eine Brücke aus dem 19. Jahrhundert in den 1920er Jahren durch eine schwimmende Drehbrücke ersetzt wurde. Das Bauwerk stand 1987 unter Denkmalschutz, wurde aber noch im selben Jahr ersetzt und 2011 von der Liste gestrichen. Der Brückenkörper ruht auf zwei halbrunden Stahlschwimmkörpern. Auf beiden Seiten des Flusses befinden sich Betonwiderlager. Die Brücke dreht sich an einem Pfosten auf der Südseite des Flusses und ist über eine Kette mit einer Winde am Nordufer verbunden. Das Bauwerk ermöglicht den Zugang für landwirtschaftliche Fahrzeuge zu Heigham Holmes, einem vom National Trust verwalteten Naturschutzgebiet, das von allen Seiten von Wasser umgeben ist und normalerweise nur an einem Tag im Jahr für Besucher geöffnet ist. Der Brückenkörper wird auf die Betonwiderlager abgesenkt, wenn es in Position ist, indem Wasser in die Auftriebstanks gepumpt und wieder abgepumpt wird, bevor die Brücke für die Schifffahrt geöffnet werden kann.

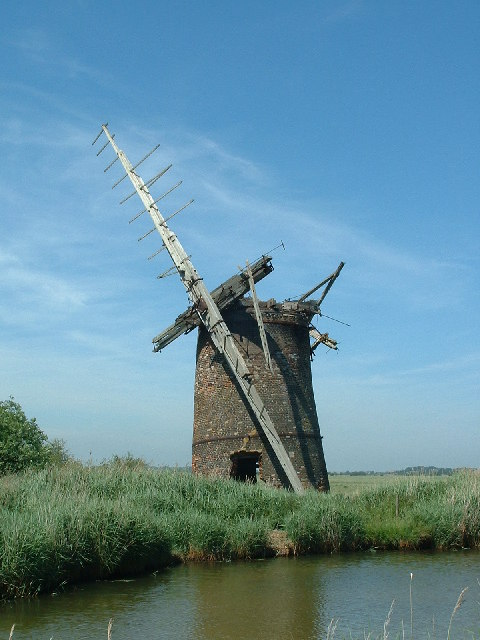
Verfallene Brograve Mühle

An den Ufern des Flusses befinden sich neun Entwässerungsmühlen. Brograve Mill am Waxham New Cut ist eine dreistöckige Backsteinmühle aus dem frühen 19. Jahrhundert, die zwar verfallen ist, von der aber Teile der Segel und der größte Teil der maschinellen Anlagen erhalten blieben. Die West Somerton Mill wurde im Jahr 1900 gebaut und ist in einem besseren Zustand. Obwohl sie keine Segel hat, sind die interne Turbinenpumpe und einige der anderen Anlagen noch vorhanden. Horsey Mill ist ein vierstöckiges Gebäude, das Wasser in Horsey Mere pumpte und sich im Besitz des National Trust befindet. Sie wurde Mitte des 19. Jahrhunderts erbaut und 1897 sowie 1912 umgebaut. Ursprünglich trieb sie ein Schöpfrad an, um das Wasser in den See zu heben, aber dieses wurde durch eine Pumpmaschine in einem Nebengebäude am Fuße des Turms ersetzt. Sie wurde 1943 nach einem Blitzeinschlag außer Betrieb gesetzt und fünf Jahre später vom National Trust erworben. Im Jahr 1961 wurde sie vom Norfolk Windmills Trust restauriert. Bei einem Sturm im Jahr 1987 wurde der Windflügel zerstört, und bei einer weiteren Restaurierung, die 2004 abgeschlossen wurde, wurden neue Segel angebracht, allerdings ohne Fensterläden und ohne den Mechanismus, der sie bedient. Heigham Holmes Mill, West Somerton Mill, Martham Mill, St Benet’s und Repp’s Drainage Mill haben unterschiedliche Erhaltungsgrade und Verwendungen, bis hin zum Umbau in ein Wohnhaus.
Die Windpumpe von Thurne Dyke wurde 1820 als zweistöckige Mühle erbaut und Mitte des 19. Jahrhunderts um ein drittes Stockwerk erweitert. Im Jahr 1919 wurde die Kappe bei einem Sturm weggerissen. 1926 wurde eine Dampfturbine installiert, bevor der Betrieb 1936 eingestellt wurde und die Anlage allmählich verfiel. Die Mühle verfügt weiterhin über die Anlagen, die eine in einem Eisengehäuse untergebrachte externe Turbine antrieb, und steht unter Denkmalschutz. Bevor er 2007 starb, gründete Morse den Morse's Wind Engine Park, ein Museum, das Windpumpen aus aller Welt zeigt.